# Tobias Santelmann
Tobias Santelmann (* 8. August 1980 in Freiburg im Breisgau) ist ein in Deutschland geborener norwegischer Schauspieler. Bekanntheit erlangte er durch die Rolle des Knut Haugland im oscarnominierten Film Kon-Tiki.

## Leben und Karriere
Tobias Santelmann wurde als Sohn eines Deutschen in Freiburg im Breisgau geboren, von wo aus seine Eltern mit ihm in den Südwesten Norwegens zogen, als er ein Jahr alt war. Er wuchs dort in der Gemeinde Lindesnes auf, bevor er mit 16 Jahren nach Oslo zog. Im Alter von 18 Jahren entschied er sich Schauspieler werden zu wollen, nachdem er zuvor als Musiker und Fußballer aktiv war. Seine ersten Rollen beschränkten sich dabei ausschließlich auf Theaterproduktionen.
2002 erhielt er im dritten Anlauf einen der wenigen Plätze an der renommierten Oslo National Academy of the Arts, dieses Studium schloss er 2006 ab. Über einen Zeitraum von insgesamt sechs Jahren hatte er ein Engagement beim Norwegischen Staatstheater. Seit 2010 wirkt Santelmann auch in überwiegend norwegischen Film- und Fernsehproduktionen mit. So übernahm er 2012 in dem Film Kon-Tiki die Rolle des Knut Haugland. Der Film wurde positiv bewertet und u. a. für einen Oscar als bester fremdsprachiger Film nominiert. Weitere Rollen übernahm Santelmann in Flukt und Jeg er Din (Ich bin Dein).
Seit 2014 spielt er vermehrt auch in internationalen Produktionen mit. So war er im Film Hercules neben Dwayne Johnson zu sehen. Ein Jahr darauf spielte er die Rolle des Chowder im Film Point Break und war außerdem in einer kleinen Rolle in der Serie Homeland zu sehen. Von 2015 bis 2018 spielte er außerdem eine der Hauptrollen in der Serie The Last Kingdom. In der 2017 bei Sky ausgestrahlten norwegisch-deutschen-Co-Produktion Der Grenzgänger war Santelmann in der Hauptrolle des Ermittlers Nikolai Andreassen zu sehen. 2021 übernahm er in der zweiten Staffel der dänischen Krimiserienproduktion Darkness – Schatten der Vergangenheit die Rolle des Peter Vinge.
Mit seiner Frau Jennifer Braathen hat er eine Tochter. Santelmann spricht außer Norwegisch auch fließend Deutsch und Englisch.

## Filmografie (Auswahl)
- 2010: Der Wolf (Varg Veum, Fernsehreihe)
- 2010: Hvaler (Fernsehserie, 9 Episoden)
- 2011: Stigg (Fernsehserie, 6 Episoden)
- 2012: Kon-Tiki
- 2012: Escape – Vermächtnis der Wikinger (Flukt)
- 2013: Chasing the Wind
- 2013: Jeg er Din (Ich bin Dein, Spielfilm, 100 Min.)
- 2014: Einer nach dem anderen (Kraftidioten)
- 2014: Hercules
- 2015: Saboteure im Eis – Operation Schweres Wasser (Kampen om tungvannet, Miniserie, 6 Episoden)
- 2015: Homeland (Fernsehserie, Episode 5x02)
- 2015–2018: The Last Kingdom (Fernsehserie, 13 Episoden)
- 2015: Point Break
- 2015–2016: Lifjord – Der Freispruch (Frikjent, Fernsehserie, 18 Episoden)
- 2016: Marcella (Fernsehserie, 8 Episoden)
- 2017: Der Grenzgänger (Grenseland) (Fernsehserie, 8 Episoden)
- 2018: Congo Murder
- 2019: Pferde stehlen (Ut og stjæle hester)
- 2019: The Love Europe Project
- 2019: Käpt’n Säbelzahn und der magische Diamant (Kaptein Sabeltann og den magiske diamant, Stimme)
- 2019–2021: Beforeigners (Fernsehserie)
- 2019–2023: Exit
- 2020: Atlantic Crossing (Fernsehserie, 8 Episoden)
- 2021: Utmark (Fernsehserie, 3 Episoden)
- 2021: Darkness – Schatten der Vergangenheit (Den som dræber – Fanget af mørket, Fernsehserie)
- 2022: Helt super (Kurzfilm)
- 2023: The Arctic Convoy – Todesfalle Eismeer (Konvoi)
- 2023: The Fortress (Festning Norge, Fernsehserie)
- 2024: Veronika (Fernsehserie, 8 Episoden)